# Coea semele
Coea semele är en fjärilsart som beskrevs av Bates 1939. Coea semele ingår i släktet Coea och familjen praktfjärilar. Inga underarter finns listade i Catalogue of Life.